# Quinto de Esmirna

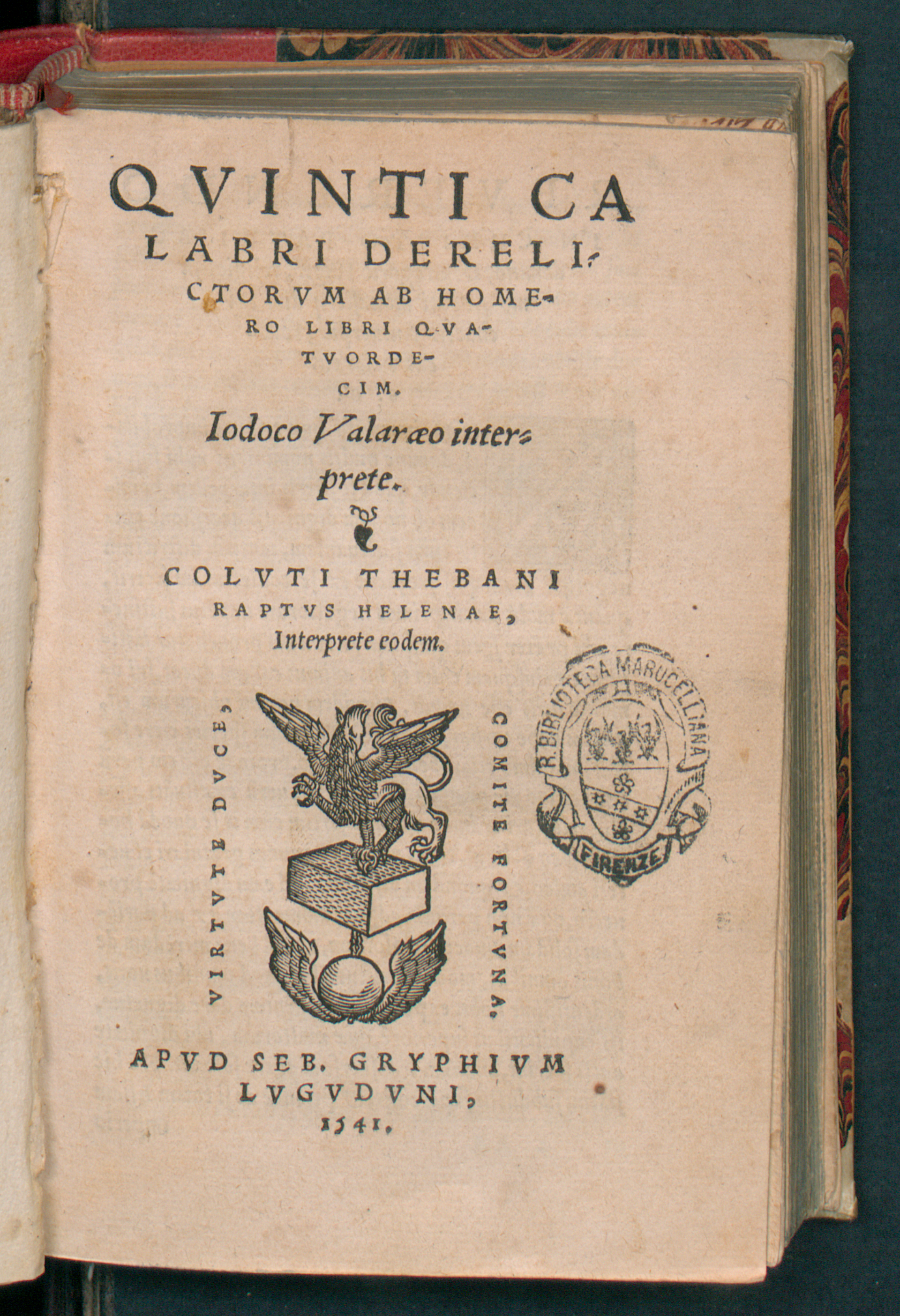
Posthomerica, 1541

Quinto de Esmirna (en griego Κόιντος Σμυρναίος) fue un poeta épico griego que vivió entre los siglos III y IV.
Son escasos los datos biográficos sobre Quinto de Esmirna. Compuso, en torno a los siglos III o IV de nuestra era, las Posthoméricas, poema en catorce libros cuya finalidad era seguir el ciclo épico troyano allí donde lo dejó Homero y convertirse en continuación natural de la Ilíada.
Las Posthoméricas comienzan con la muerte y funerales de Héctor (momento en el que acaba la Ilíada) y narra todos los sucesos posteriores, hasta el final de la guerra de Troya, no recogidos por Homero, pero bien conocidos por otras fuentes: muerte de Aquiles, locura de Áyax o Ayante, intervención de Filoctetes y Neoptólemo, argucia del caballo de madera, conquista de la ciudad y reparto de prisioneras. La obra concluye con el regreso de los héroes griegos a sus patrias, punto en el que las Posthoméricas enlazan con el otro gran poema homérico, la Odisea.
Aunque el modelo principal es, como cabía esperar, Homero, Quinto de Esmirna se basa en muchas otras fuentes para componer su relato: Apolonio de Rodas, Sófocles, Eurípides, etc. No está del todo clara la influencia de Virgilio, a pesar de las grandes similitudes entre las Posthoméricas y la Eneida. Auténtica joya para todos los interesados por el ciclo mítico de la guerra de Troya, la obra ha conocido diversas traducciones al español; incluso Francisco Sánchez de las Brozas el Brocense introdujo traducciones parciales en dos de sus obras: los Emblemas y las Silvas. 